# Linea Flower Nagai
La linea Flower Nagai (フラワー長井線?, Furawā Nagai-sen) è una linea ferroviaria regionale a scartamento ridotto della prefettura di Yamagata e attraversa un'area poco urbanizzata dell'entroterra. Unisce precisamente le stazioni di Akayu e di Arato, rispettivamente nelle cittadine di Nan'yō e Shirataka.

## Servizi
La ferrovia, lunga circa 30 km, è interamente a binario singolo e a trazione termica, e possiede 17 stazioni. Tutti i treni fermano in tutte le stazioni, impiegando circa 1 ora di tempo fra Akayu e Arato. La frequenza dei treni è di uno ogni 1 o 2 ore.

## Stazioni
- Tutte le stazioni si trovano nella prefettura di Yamagata

| Stazione          | Giapponese | Distanza | Collegamenti                            | Posizione                |
| ----------------- | ---------- | -------- | --------------------------------------- | ------------------------ |
| Akayu             | 赤湯       | 0.0      | Yamagata Shinkansen Linea principale Ōu | Nan'yō                   |
| Nan'yō-Shiyakusho | 南陽市役所 | 0.9      |                                         | Nan'yō                   |
| Miyauchi          | 宮内       | 3.0      |                                         | Nan'yō                   |
| Orihata           | おりはた   | 4.4      |                                         | Nan'yō                   |
| Ringō             | 梨郷       | 6.8      |                                         | Nan'yō                   |
| Nishi-Ōtsuka      | 西大塚     | 10.3     |                                         | Kawanishi Higashiokitama |
| Imaizumi          | 今泉       | 12.2     | Linea Yonesaka                          | Nagai                    |
| Tokiniwa          | 時庭       | 14.9     |                                         | Nagai                    |
| Minami-Nagai      | 南長井     | 17.3     |                                         | Nagai                    |
| Nagai             | 長井       | 18.3     |                                         | Nagai                    |
| Ayame-Kōen        | あやめ公園 | 19.1     |                                         | Nagai                    |
| Uzen-Narita       | 羽前成田   | 21.0     |                                         | Nagai                    |
| Shirousagi        | 白兎       | 23.2     |                                         | Nagai                    |
| Koguwa            | 蚕桑       | 24.6     |                                         | Shirataka Nishiokitama   |
| Ayukai            | 鮎貝       | 27.9     |                                         | Shirataka Nishiokitama   |
| Shikinosato       | 四季の郷   | 28.6     |                                         | Shirataka Nishiokitama   |
| Arato             | 荒砥       | 30.5     |                                         | Shirataka Nishiokitama   |